# Vicente Ortiz y Labastida
Vicente Ortiz y Labastida   (Saragossa, 19 d'abril de 1782 - Calataiud, 23 de juliol de 1852) fou un sacerdot dominic, bisbe de la diòcesi de Tarassona.

## Biografia
Vicente Ortiz i Labastida va néixer a Saragossa el 19 d'abril de 1782 al si d'una família acomodada de pagesos.
Va estudiar al convent de Sant Vicenç Ferrer i després es va traslladar al convent de Sant Domènec d'Osca per dedicar-se a l'ensenyament. Va exercir aquesta tasca durant tan sols tres anys, ja que, amb l'inici de la Guerra del Francès, els francesos el capturaren i l'enviaren a la ciutat d'Aux, a Aquitània, on estigué assistint durant catorze mesos els presoners espanyols d'aquell hospital. Passat aquest temps, juntament amb dos companys, va aconseguir fugir del lloc.
Un cop acabada la guerra, tornà al convent dels predicadors a Saragossa, on fou nomenat regent d'estudis. Fou presentat per al càrrec de bisbe de Diòcesi de Tarassona el 22 d'octubre del 1847, i fou preconitzat a Roma el 19 de gener del 1848, consagrat finalment el 16 de juliol del mateix any.
Va morir a dos quarts de nou de la nit del 23 de juliol de 1852 a la ciutat de Calatayud, i va ser enterrat en el presbiteri de la església col·legial de Santa Maria, deixant així vacant el càrrec de bisbe de la Diòcesi de Tarazona. Ramón Durán de Corps va acabar ocupant el seu lloc com a successor al bisbat.